# سیریل سوگرن
سیریل سوگرن (فرانسوی: Cyril Saugrain‎؛ زادهٔ ۲۲ ژوئن ۱۹۷۳) دوچرخه‌سوار اهل فرانسه است.
از باشگاه‌هایی که در آن رکاب زده‌است می‌توان به تیم دوچرخه‌سواری کوفیدیس، تیم دوچرخه‌سواری اف‌دی‌جی و سن میشل–اوبر۹۳ اشاره کرد.